# Capitel egipcio

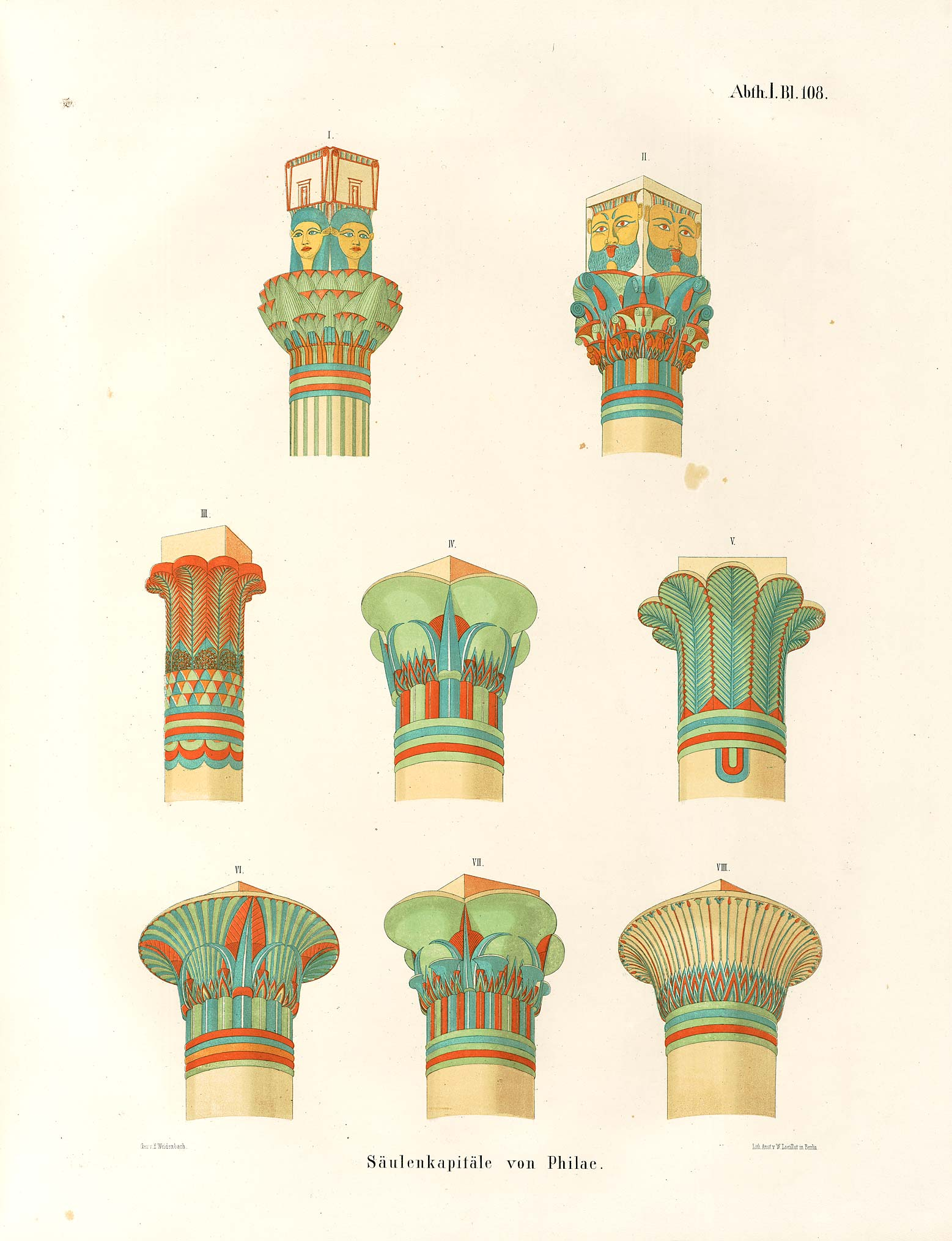
Capiteles egipcios dibujados en la expedición de Karl Richard Lepsius.

En historia del arte, se denomina capitel egipcio a la tipología de capitel que en la arquitectura del Antiguo Egipto se disponía en el extremo superior de la columna para transmitir a esta pieza estructural vertical la carga que recibe del entablamento horizontal. Además de esta misión estructural, el capitel cumple otra de índole compositiva, pues actúa como pieza de transición entre la columna y el arquitrabe que sirve como dintel.
En la arquitectura egipcia es habitual distinguir diferentes tipos de capiteles:
- El tipo papiriforme, imitando la forma de la planta del papiro.

- El tipo lotiforme, imitando la forma de una flor de loto.
- El tipo palmiforme, imitando la forma de una palmera datilera.
- El tipo hatórico, representando la cabeza de la diosa Hathor.
- El indebidamente denominado protodórico, visible en el Templo hipogeo de Hapshepsut.

|  |  |  |  |